# Aristides Lima
Aristides Raimundo Lima (ur. 31 sierpnia 1955 w Sal Rei) – polityk Republiki Zielonego Przylądka, deputowany do parlamentu w latach 1985-2011, przewodniczący Zgromadzenia Narodowego w latach 2001-2011.

## Życiorys
Aristides Lima urodził się w 1955 w Sal Rei na wyspie Boa Vista. Początkowo kształcił się w rodzinnym mieście, a następnie w seminarium Seminário de S. José w Prai. Uczęszczał do szkoły średniej Liceu Gil Eanes na wyspie São Vicente, którą ukończył w 1974.
Już w młodości wstąpił do Afrykańskiej Partii Niepodległości Zielonego Przylądka (Partido Africano da Independência de Cabo Verde, PAICV). Po uzyskaniu niepodległości przez kraj, zaangażował się w kampanię wyborczą w 1975.
W 1976 ukończył kurs w szkole dziennikarskiej w Berlinie, po czym od 1976 do 1978 pracował jako dziennikarz tygodnika „Voz di Povo”. W 1983 ukończył prawo na Uniwersytecie w Lipsku. W latach 1999–2000 kształcił się na Universität Mannheim oraz Uniwersytecie w Heidelbergu, na którym ukończył prawo. Był wykładowcą w Instytucie Amilcara Cabrala oraz Narodowym Archiwum Państwowym.
W 1985 został po raz pierwszy wybrany deputowanym do Zgromadzenia Narodowego z ramienia PAICV. Mandat odnawiał w wyborach parlamentarnych w 1991, 1996, 2001 oraz w 2006. W 1991, w czasie transformacji ustrojowej i wprowadzania w kraju systemu wielopartyjnego, uczestniczył w pracach nad nowelizacją konstytucji oraz ustawą o działalności partii politycznych. W 1993 został wybrany sekretarzem generalnym PAICV, którym pozostał do 1997. W 1996 był kandydatem partii do urzędu premiera.
13 lutego 2001 objął funkcję przewodniczącego Zgromadzenia Narodowego. 27 lutego 2006 uzyskał reelekcję na tym stanowisku, które zajmował do 2011. Wchodził wówczas z urzędu w skład Rady Republiki, doradczego organu przy prezydencie. W 2004 został odznaczony Wielkim Krzyżem Zasługi (Krzyż Komandorski) Orderu Zasługi Republiki Federalnej Niemiec.
W 2011 ubiegał się o nominację PAICV w wyborach prezydenckich. Jednakże kandydatem partii został wybrany Manuel Inocêncio Sousa. Po porażce odszedł z PAICV i zdecydował się na udział w wyborach jako kandydat niezależny. W pierwszej turze wyborów 7 sierpnia 2011 zajął trzecie miejsce, z wynikiem 27,80% głosów, przegrywając z Jorge Carlosem Fonsecą (37,76%) oraz Manuelem Inocêncio Sousą (32,47%).